# When Doctors Disagree
When Doctors Disagree is een Amerikaanse filmkomedie uit 1919 onder regie van Victor Schertzinger.

## Verhaal
Violet Henry is de hovaardige dochter van een rijke vrek. Ze wil Millie Martin niet toelaten tot haar meiboomfeest, omdat ze arm is. De volgende dag gaat Millie samen met haar vader een naburig dorp om een lening te betalen. In de trein wordt ze verliefd op John Turner, een jongeman die op de vlucht is, omdat hij denkt dat hij een moord heeft begaan. Hij doet zich voor als zijn oom, die een bekende chirurg is. Millie doet alsof ze ernstig ziek is en John beveelt een operatie aan in de hoop haar in de volgende stad uit de trein te krijgen. John moet ook helpen bij de operatie. Na verschillende incidenten in het ziekenhuis blijkt het stel verloofd te zijn.

## Rolverdeling
| Acteur          | Personage      |
| --------------- | -------------- |
| Mabel Normand   | Millie Martin  |
| Walter Hiers    | John Turner    |
| George Nichols  | David Martin   |
| Fritzi Ridgeway | Violet Henny   |
| Alec B. Francis | Dr. Harris sr. |
| William Buckley | Dr. Harris jr. |
| James Gordon    |                |